# Daniel Grojnowski
Pour les articles homonymes, voir Grojnowski.
Daniel Grojnowski, né le 4 septembre 1936, est un écrivain et un historien de la littérature française, spécialiste de Jules Laforgue, de la forme littéraire de l'invention photographique et, plus généralement, de la modernité du rire et de la culture visuelle au XIXe et XXe siècles. Il est professeur émérite de l'université Paris VII.

## Biographie
Daniel Grojnowski est professeur émérite de l'université Paris VII.
Il est l'éditeur des œuvres complètes de Jules Laforgue aux éditions L'Âge d'homme. Il a créé en 1989 la collection « Littérature » aux éditions Macula.
Il a également édité les œuvres de :  
- Laforgue "Moralités légendaires"
- Huysmans "A rebours ; Nouvelles"
- Rodenbach "Bruges-la-Morte" avec Jean-Pierre Bertrand
- Bergson "Le Rire" dans la collection G-F de Flammarion
- "De la plaque Daguerre" de Töpffer
- "Et moi aussi je suis peintre" d'Apollinaire) (Le temps qu'il fait)
- "Enquête sur l'évolution littéraire" de J. Huret (J. Corti)
- "Confession d'un inverti-né" (J. Corti)
- "Le livre des masques" de Remy de Gourmont (Manucius)
- "Un autre monde" de Grandville (classiques Garnier)
- "Fumisteries" (anthologie, Omnibus)

Parmi ses principales études, on signalera :
- "Lire la nouvelle" Dunod
- "Photographie et langage" "Usages de la photographie" J. Corti
- "Photographie et croyance" La Différence"
- "Photos-impressions, 102 rêves" poèmes, Obsidiane
- "Aux commencements du rire moderne" J. Corti
- "Comiques, d'A. Allais à Charlot" Septentrion
- "Le Sujet d'À rebours" Septentrion
- "Lire A rebours" Gallimard
- "Les Arts incohérents et le rire dans les arts plastiques" J. Corti